# Matthew Smith (Fußballspieler, 1997)
Matthew Smith (* 13. März 1997 in Dundee) ist ein schottischer Fußballspieler, der beim Waterford FC in Irland spielt.

## Karriere
Matthew Smith spielte in seiner Jugend bei zahlreichen Vereinen in Schottland. Seine Karriere begann er bei den Fairmuir Boys. Danach spielte er kurzzeitig in der Youth Academy des FC Aberdeen und Celtic Glasgow. Die längste Zeit verbrachte er beim FC St. Johnstone. Im Jahr 2014 kam er zu Dundee United. Als Teil der U-20-Mannschaft des Vereins gab er im Mai 2016 sein Profidebüt unter Mixu Paatelainen. Am vorletzten Spieltag der Saison 2015/16 gegen Partick Thistle wurde er für Brad Smith eingewechselt. Am letzten Spieltag gegen den FC Kilmarnock kam er ein weiteres Mal zum Einsatz.